# بلوفاين (باد كاليه)
بلوفاين، باد كاليه (بالفرنسية: Plouvain)‏ هي بلدية تقع في إقليم باد كاليه من منطقة نور با دو كاليه في شمال فرنسا. تبلغ مساحة هذه المدينة 2.41 (كم²)، وترتفع عن سطح البحر 61 م، يبلغ عدد سكانها 508 نسمة حسب إحصاء المعهد الوطني للإحصاء والدراسات الاقتصادية سنة 2009 م. وترأس André Anjorand البلدية خلال فترة (2008-2014).